# 58896 Schlosser
58896 Schlosser este un asteroid din centura principală de asteroizi.

## Descriere
58896 Schlosser este un asteroid din centura principală de asteroizi. A fost descoperit pe 15 mai 1998 la Heppenheim la Observatorul din Heppenheim. Asteroidul prezintă o orbită caracterizată de o semiaxă mare de 2,72 ua, o excentricitate de 0,16 și o înclinație de 13,0° în raport cu ecliptica.